# Tim Conway
Thomas Daniel „Tim“ Conway (15. prosince 1933, Willoughby, Ohio, USA – 14. května 2019, Los Angeles, Kalifornie, USA) byl americký komik, herec a zpěvák. Začínal jako rozhlasový a televizní moderátor, jeho nejznámějšími rolemi byli Charles Parker v komediálním seriálu z vojenského prostředí McHale’s Navy a Ephraim Wanker v Ženatém se závazky, účinkoval také v The Carol Burnett Show a namluvil animované postavy v seriálech Spongebob v kalhotách a Simpsonovi. Ve své kariéře získal šestkrát cenu Emmy a v roce 1975 Zlatý glóbus za nejlepší mužský herecký výkon ve vedlejší roli v seriálu, minisérii nebo TV filmu. Byl dvakrát ženatý a měl šest dětí.